# El Castellar de Bullas
La fortaleza conocida como El Castellar es un castillo situado a las afueras de la localidad de Bullas (Región de Murcia, España), en una elevación de la montaña llamada Peña Rubia. De origen musulmán, fue construido entre los siglos XII y XIII, antes de la conquista castellana. Tras la rebelión mudéjar de 1264-1266, fue donado a la Orden del Temple junto a sus territorios circundantes.
Fue declarado Bien de Interés Cultural en 1997.

## Situación
Emplazado en lo alto de un promontorio delimitado por cortados de considerable altura en sus lados norte, sur y este. Tiene unas dimensiones aproximadas de unos 150 metros de longitud por 115 metros de anchura. A los pies del cerro discurre el río Mula.
La construcción se encuentra por tanto enclavada en un lugar estratégico, pues enlaza visualmente tanto con la cercana Bullas como con las localidades de Cehegín y Mula, controlando la vega del río Mula.

## Historia
Algunos autores remontan los orígenes del castillo a una construcción realizada en torno al siglo XI, mientras que la Carta arqueológica de Bullas data el edificio en una fecha más tardía, que podría situarse hacia finales del siglo XII y comienzos del XIII, por lo que coincidiría con el proceso de fortificación generalizada que se daría en toda la taifa de Murcia en aquellas fechas.
Con el fin de la rebelión mudéjar de 1264-1266, las fortificaciones de Bullas, Cehegín y Caravaca (y es de suponer que también la del Castellar) y sus territorios circundantes fueron donados por la corona de Castilla a la Orden del Temple, pasando a convertirse en una bailía. Sin embargo, en 1286 el alcaide de la fortaleza de Bullas se rendía al alcaide granadino de Huéscar, provocando que fuera acusado por Sancho IV de Castilla y León de traición.
No obstante, caballeros templarios y el adelantado mayor de Murcia emprendieron un asedio que acabó con la toma del castillo. Con la extinción de la Orden del Temple, todas sus posesiones pasaron a la Orden de Santiago en 1310, aunque ya por entonces el territorio de Bullas se había convertido en un espacio despoblado ante el peligro fronterizo del reino de Murcia. Sin embargo, según Alonso Navarro, es posible que la pequeña fortificación existente en el Castellar continuase desempeñando su función de control del territorio, atalaya y vigía, hasta la progresiva desaparición del peligro fronterizo a lo largo del siglo XVI.

## Arquitectura
Los restos de la fortificación del Castellar son hoy escasos y su mal estado de conservación complica aún más la lectura de las estructuras que una vez lo compusieron.
Las ruinas más perceptibles son los arranques de los muros que una vez sostuvieron una torre cuadrangular, que parece estar unida a una línea murada que corre por el perímetro superior del cerro, perceptible en la vertiente sur. Dicha muralla continuaría en sentido suroeste hasta enlazar con otra posible torre que enlaza con otra línea de muralla hacia el oeste. 
Los restos de la fortificación permiten observar que parte de ella se levantó usando una mampostería de piedra irregular trabada con un mortero muy grueso, mientras que otras zonas se construyeron mediante encofrados de tapial de argamasa.